# Wayne Booth
Wayne Clayson Booth, född 22 februari 1921 i American Fork, Utah, död 10 oktober 2005, var en amerikansk litteraturkritiker.
Booth blev berömd för sitt verk The Rhetoric of Fiction (1961), och för andra arbeten inom narratologi och retorik. Han var professor vid universitetet i Chicago.

## Biografi
Wayne Booth föddes i American Fork, Utah och studerade vid Brigham Young University samt universitetet i Chicago. Han undervisade i engelska vid Haverford College och Earlham College innan han återvände till universitetet i Chicago. Där tillträdde han professuren George M. Pullman Distinguished Service in English Language & Literature and the College. 1991 instiftade universitetet i Chicago Wayne C. Booth Graduate Student Prize till hans ära för framstående insatser i undervisning. 

## Teorier
Med sina verk är Booth ett barn av den nyaristotelesianska Chicagoskolan i litteraturteorin. Hans huvudarbete är The Rhetoric of Fiction som utkom 1961. I denna bok hävdar Booth att all narration är ett slags retorik, det vill säga för författarens del är det ett argument i försvaret av "allt som engagerar denne, hemligt eller öppet [och det är detta som] avgör vår respons på arbetet" (The Rhetoric of Fiction, s. 71). Huvudsakligen är det frågor om moral och moralitet som engagerar författaren, menar Booth. Narrationens röst är författarens eller snarare den implicite författarens, vilken Booth också kallar författarens "andrejag" som "väljer, medvetet eller omedvetet, vad vi läser; vi ansluter oss till denne som till ett ideal, litterärt, en skapad framställning av en verklig människa; han är summan av sina egna val" (The Rhetoric of Fiction, s. 74-75). 
Den implicite författaren är en kompromiss mellan gammaldags biografisk litteraturteori, New Criticism som påstod att man bara kan tala om vad en text säger, och de moderna kritikerna som förordade en utrotning av författarens närvaro; notera att den implicite författaren inte är samma term som den implicite berättaren. Booth hävdade att det är omöjligt att tala om en text utan att tala om författaren, eftersom textens själva existens underförstår existensen av en författare. Booths argument var i synnerhet en respons på de moderna kritikerna som, med början hos Henry James, betonade skillnaden mellan showing och telling i berättelser, och alltid lade mer vikt vid showing. En sådan distinktion var djupt felaktig, enligt Booth, för författare använder både showing och telling omvartannat, avgör vilken teknik som skall användas beroende på estetiska överväganden om hur "vad som engagerar dem" skall framställas. Författare gör egna bidrag i sina arbeten, även vad beträffar berättarrollen, huruvida den är pålitlig, opålitlig, allvetande eller inte. Booth hävdar den viktiga skillnaden sådana bidrag gör, dock med den reservationen att författaren och berättaren är distinkta i texten. Han använder exempel från berättelser med opålitliga berättare för att bevisa sin ståndpunkt, och observerar att i dessa berättelser går hela historien förlorad om författaren och berättaren blandas ihop.
Ett senare verk är Modern Dogma and the Rhetoric of Assent (1974) i vilket han väcker frågan om vilka omständigheter som må framkalla en förändrad uppfattning, och diskuterar omkring vad som händer i situationer där två diamentralt olika trossystem möts. Huvudexemplet är en incident vid universitetet i Chicago. Studenter och administrationen hade en hätsk debatt som urartade till att helt enkelt bara återge den andres argument utan kommentar, i tron att den andra sidans uppfattning var så uppenbart absurd att det räckte med att lyfta fram dess påståenden för att avfärda dem.
En annan bok som uppmärksammats är The Rhetoric of Irony (1974), i vilken Booth utreder en lång tradition av ironi och dess användning i litteraturen. Detta är troligen hans mest lästa bok efter The Rhetoric of Fiction. Ett senare verk är The Company we Keep: An Ethics of Fiction, där han återkommer till frågan om fiktionens retoriska effekter, och argumenterar för att etiken igen bör bli huvudfrågan i studiet av litteratur.